# Городские населённые пункты Самарской области
Самарская область включает 25 городских населённых пунктов, в том числе:
- 11 городов,  среди которых выделяются:
  - 10 городов областного значения (в списке  выделены оранжевым цветом) — в рамках организации местного самоуправления образуют отдельные городские округа,
  - 1 город (Нефтегорск) в составе района (в рамках организации местного самоуправления входит в одноимённый муниципальный район);
- 14 посёлков городского типа, из них:
  - 12 пгт входят в состав районов (в рамках организации местного самоуправления входят в соответствующие муниципальные районы).
  - 2 пгт подчинены  городу областного значения (в рамках организации местного самоуправления  входят в городской округ).

## Города
| №  | название       | район / город областного значения | население (чел.) | основание / первое упоминание | статус города | герб | прежние названия                     |
| -- | -------------- | --------------------------------- | ---------------- | ----------------------------- | ------------- | ---- | ------------------------------------ |
| 1  | Жигулёвск      | Жигулёвск                         | ↘48 564          | 1949                          | 1952          |      |                                      |
| 2  | Кинель         | Кинель                            | ↘36 358          | 1837                          | 1944          |      |                                      |
| 3  | Нефтегорск     | Нефтегорский район                | ↗18 076          | 1960                          | 1989          |      |                                      |
| 4  | Новокуйбышевск | Новокуйбышевск                    | ↘98 306          | 1946                          | 1952          |      | Новокуйбышевский                     |
| 5  | Октябрьск      | Октябрьск                         | ↘20 703          | 1684                          | 1956          |      | Октябрьский район г. Сызрань         |
| 6  | Отрадный       | Отрадный                          | ↘46 984          | 1946                          | 1956          |      |                                      |
| 7  | Похвистнево    | Похвистнево                       | ↘27 333          | 1888                          | 1947          |      |                                      |
| 8  | Самара         | Самара                            | ↘1 158 952       | 1586                          | 1688          |      | с 1935 по 1991 — Куйбышев            |
| 9  | Сызрань        | Сызрань                           | ↘161 609         | 1683                          | 1796          |      |                                      |
| 10 | Тольятти       | Тольятти                          | ↘667 956         | 1737                          | 1780          |      | до 1964 — Ставрополь                 |
| 11 | Чапаевск       | Чапаевск                          | ↘70 228          | 1909                          | 1927          |      | до 1918 — Иващенково до 1929 — Троцк |

## Посёлки городского типа
| №  | название        | район / город областного значения | население (чел.) | основание / первое упоминание | статус пгт |
| -- | --------------- | --------------------------------- | ---------------- | ----------------------------- | ---------- |
| 1  | Алексеевка      | Кинель                            | ↘10 877          |                               |            |
| 2  | Балашейка       | Сызранский район                  | ↘2614            | 1720                          | 1989       |
| 3  | Безенчук        | Безенчукский район                | ↘20 516          | 1886                          | 1958       |
| 4  | Волжский        | Красноярский район                | ↘7727            | 1703                          | 1961       |
| 5  | Междуреченск    | Сызранский район                  | ↗2726            | 1965                          | 1965       |
| 6  | Мирный          | Красноярский район                | ↗7246            | 1956                          | 1959       |
| 7  | Новосемейкино   | Красноярский район                | ↗10 185          |                               | 1959       |
| 8  | Осинки          | Безенчукский район                | ↘2858            |                               | 1958       |
| 9  | Петра Дубрава   | Волжский район                    | ↘6713            | 1942                          | 1984       |
| 10 | Рощинский       | Волжский район                    | ↘8128            | 1932                          | 1993       |
| 11 | Смышляевка      | Волжский район                    | ↘7958            | 1791                          |            |
| 12 | Стройкерамика   | Волжский район                    | ↗21 567          |                               | 2001       |
| 13 | Суходол         | Сергиевский район                 | ↘13 348          | 1849                          | 1970       |
| 14 | Усть-Кинельский | Кинель                            | ↘10 547          |                               |            |

### Бывшие пгт
- Батраки — пгт с 1928 года. Включён в состав города Сызрань в 1942 году.
- Берёза — пгт с 1962 года. Включён в состав города Самара в 2005 году.
- Богатырь — пгт с 1959 года. Преобразован в сельский населённый пункт в 2004 году[8].
- Зольное — пгт с 1950 года. Преобразован в сельский населённый пункт в 2004 году[8].
- Зубчаниновка — включён в состав города Самара в 1998 году.
- Кашпировка — пгт с 1932 года. Вошёл в состав города Сызрань в 1942 году.
- Кинель — пгт с 1930 года. Преобразован в город в 1944 году.
- Комсомольский — включён в черту города Ставрополя в 1959 году.
- Нефтегорск — пгт с 1966 года. Преобразован в город в 1989 году.
- Новокашпирский — пгт с 1979 года. Включён в состав города Сызрань в 1997 году.
- Отважный — пгт с 1946 года. Преобразован в город Жигулёвск в 1952 году.
- Отрадный — пгт с 1947 года. Преобразован в город в 1956 году.
- Первомайский — пгт с 1959 года. Преобразован в сельский населённый пункт в 2004 году.
- Поволжский — включён в состав города Тольятти в 2008 году.
- Похвистнево — пгт с 1934 года. Преобразован в город в 1947 году.
- Прибрежный — пгт с 1961 года. Включён в состав города Самара в 2005 году.
- Серноводск — пгт с 1958 года. Преобразован в сельский населённый пункт в 1991 году.
- Солнечная Поляна — преобразован в сельский населённый пункт в 2004 году[8].
- Сургут — пгт с 1978 года. Преобразован в сельский населённый пункт в 1991 году.
- Тимашево — пгт с 1938 года. Преобразован в сельский населённый пункт в 2004 году.
- Фёдоровка — пгт с 1958 года. Включён в состав города Тольятти в 2008 году.
- Яблоневый Овраг — пгт с 1973 года. Включён в состав города Жигулёвск в 2004 году.